# ألعاب القوى في دورة الألعاب العربية 2007
عقدت ألعاب القوى في دورة الألعاب العربية لعام 2007 في استاد الأكاديمية العسكرية في القاهرة مصر خلال الفترة من 21 إلى 24 نوفمبر 2007، حيث تم التنافس على 46 حدثًا منها 23 حدثًا للذكور و 23 للإناث، وقد حصلت المغرب على المركز الأول في عدد الميداليات بإجمالي عشر ميداليات ذهبية وفازت كل من السودان وتونس بالمركزين بثاني والثالث بإجمالي ثمانية وسبعة ميداليات ذهبية على التوالي، وقد حققت الدولة المضيفة مصر ست ميداليات ذهبية.

## السجلات
بالإضافة إلى الأرقام القياسية التي سجلها الرياضيون في ألعاب 2007، تم تسجيل الأرقام التالية من قبل الآخرين المتنافسين في القاهرة:

### الرجال
| اسم                                                                                             | حدث               | بلد                      | سجل   | فئة |
| ----------------------------------------------------------------------------------------------- | ----------------- | ------------------------ | ----- | --- |
| عمر جمعة بلال السلفة                                                                            | 200 متر           | الإمارات العربية المتحدة | 20.94 | NR  |
| سليمان سالم عايد حاتم مرسال م. مجدي عمرو إبراهيم مصطفى سعود                                     | 4 × 100 متر تتابع | مصر                      | 40.17 | NR  |
| ؟                                                                                               | 4 × 100 متر تتابع | الأردن                   | 40.38 | NR  |
| المفتاح: 0 WR - الرقم القياسي العالمي · AR - سجل المنطقة · GR - سجل الألعاب · NR - السجل الوطني |                   |                          |       |     |

### السيدات
| اسم                                                                                             | حدث         | بلد    | سجل     | فئة  |
| ----------------------------------------------------------------------------------------------- | ----------- | ------ | ------- | ---- |
| علاء فاضل الصفار                                                                                | 100 متر     | الكويت | 12.97   | NR   |
| شيخة الدوسري                                                                                    | 100 متر     | قطر    | 13.32   | NR   |
| دانا عبد الرزاق                                                                                 | 200 متر     | العراق | 24.83   | NR   |
| فاطمة عبد الله دهمان                                                                            | 200 متر     | اليمن  | 27.53   | NR   |
| فاطمة العرفي                                                                                    | نصف ماراثون | اليمن  | 1:48:54 | NR   |
| موزي محمد علي                                                                                   | قفزة عالية  | قطر    | 1.25 م  | NR   |
| ريما طه فريد                                                                                    | قفزة ثلاثية | الأردن | 12.24 م | NR = |
| ابتهال فتحي خليفة عبود                                                                          | رمي الرمح   | ليبيا  | 35.53 م | NR   |
| المفتاح: 0 WR - الرقم القياسي العالمي · AR - سجل المنطقة · GR - سجل الألعاب · NR - السجل الوطني |             |        |         |      |

## ملخص الميداليات
للحصول على تفاصيل الحدث الكاملة انظر ألعاب القوى في دورة الألعاب العربية لعام 2007 - النتائج

### الرجال
| الحدث                               | الذهبية                                                                       | الذهبية       | الفضية | الفضية     | البرونزية                                                                                             | البرونزية |
| ----------------------------------- | ----------------------------------------------------------------------------- | ------------- | --- | ---------- | --- | --------- |
| 100 متر                             | Amr Ibrahim Mostafa Seoud (EGY)                                               | 10.38 NR      | يحيى قاحص (KSA)                                                                                               | 10.40      | خليل الحناحنه (JOR)                                                                                   | 10.53     |
| 200 متر (الرياح:2.0 متر في الثانية) | Amr Ibrahim Mostafa Seoud (EGY)                                               | 20.69         | خليل الحناحنه (JOR)                                                                                           | 20.81 NR   | Soleiman Salem Ayed (EGY)                                                                             | 20.92     |
| 400 متر                             | Nagmeldin Ali Abubakr (SUD)                                                   | 46.16         | حمدان البيشي (KSA)                                                                                            | 46.50      | رضاء غالي (TUN)                                                                                       | 46.77     |
| 800 متر                             | أبو بكر كاكي (SUD)                                                            | 1:43.90 NR/GR | محمد الصالحي (KSA)                                                                                            | 1:46.64    | Saïd Doulal (MAR)                                                                                     | 1:48.33   |
| 1500 متر                            | أبو بكر كاكي (SUD)                                                            | 3:47.92       | محمد شاوين (KSA)                                                                                              | 3:48.49    | عبدالله عبد القادر (SUD)                                                                              | 3:48.97   |
| 5000 متر                            | عبد القادر حشلاف (MAR)                                                        | 13:39.75      | سلطان خميس زمان (QAT)                                                                                         | 13:39.79   | حسن محبوب (BHR)                                                                                       | 13:39.93  |
| 10,000 متر                          | حسن محبوب (BHR)                                                               | 29:29.48      | سلطان خميس زمان (QAT)                                                                                         | 29:29.65   | مخلد العتيبي (KSA)                                                                                    | 29:29.74  |
| 110 متر حواجز                       | Othmane Hadj Lazib (ALG)                                                      | 14.03         | Ali Hussein Al-Zaki (KSA)                                                                                     | 14.60      | Sami Ahmed Al-Haydar (KSA)                                                                            | 14.60     |
| 400 متر حواجز                       | حماديعبد الرحمن ‏ (ALG)                                                        | 50.77         | Idriss Abdelaziz Al-Housaoui (KSA)                                                                            | 51.15      | Ali Obaid Shirook (UAE)                                                                               | 51.66     |
| 3000 متر حواجز خيول                 | عبد القادر حشلاف (MAR)                                                        | 8:39.84       | حميد الزين (MAR)                                                                                              | 8:42.57    | أبو بكر علي كمال ‏ (QAT)                                                                               | 8:43.02   |
| 4 × 100 متر تتابع                   | السعودية (KSA) · Moussa Al-Housaoui · يحيى قاحص · سالم اليامي · يحيى حبيب     | 39.99         | عمان (OMN) · Yousuf Darwish Awlad Thani · Juma Mubarak Al-Jabri · Abdullah Said Al-Sooli · Musabeh Al-Masoudi | 40.12      | قطر (QAT) · Ibrahim Abdulla Al-Waleed · Areef Ibrahim · Sulaiman Hamid Aosman · Hamad Kefah Al-Dosari | 40.14     |
| 4 × 400 متر تتابع                   | السعودية (KSA) · حامد البيشي · حمدان البيشي · محمد الصالحي · إسماعيل الصبياني | 3:04.74       | السودان (SUD) · ألياس عوض الكريم مكي · أبو بكر كاكي · Salih Dar · Nagmeldin Ali Abubakr                       | 3:06.52 NR | تونس (TUN) · سفيان العبيدي ‏ · رضاء غالي · Mohamed Amin Guezmil · Chouaieb Chelbi                      | 3:06.83   |
| نصف ماراثون                         | Brahim Beloua (MAR)                                                           | 1:02:30 GR    | Ali Mabrouk El Zaidi (LBA)                                                                                    | 1:02:32    | عبد الحق زكريا (BHR)                                                                                  | 1:03:26   |
| 20,000 متر مشي مسار                 | حسنين السباعي (TUN)                                                           | 1:36:00.2     | Mabrook Saleh Nasser Mohamed (QAT)                                                                            | 1:36:00.2  | محمد عامر (ALG)                                                                                       | 1:43:35.8 |
| قفز عالي                            | Salem Al-Anezi (KUW)                                                          | 2.20 متر NR=  | Rashid Ahmed Al-Mannai (QAT)                                                                                  | 2.17 متر   | مجد الدين غزال (SYR) Jamal Fakhri Al-Qasim (KSA)                                                      | 2.14 متر  |
| قفز بالزانة                         | Karim El Mafhoum (MAR)                                                        | 5.00 متر      | Abderamane Tamada (TUN)                                                                                       | 4.90 متر   | Sifax Khiari (ALG)                                                                                    | 4.80 متر  |
| قفز طويل                            | محمد الخويلدي (KSA)                                                           | 8.19 متر GR   | حسين السبع (KSA)                                                                                              | 8.10 متر   | عصام نيما (ALG)                                                                                       | 7.98 متر  |
| قفز ثلاثي                           | طارق بوقطايب (MAR)                                                            | 16.46 متر     | Mohammed Hamdi Awadh (QAT)                                                                                    | 16.22 متر  | Mohamed Youssef Al-Sahabi (BHR)                                                                       | 16.03 متر |
| رمي الكرة الحديدية                  | Khalid Habash Al-Suwaidi (QAT)                                                | 19.56 متر GR  | سلطان الحبشي (KSA)                                                                                            | 19.53 متر  | ياسر إبراهيم فرج ‏ (EGY)                                                                               | 19.42 متر |
| رمي القرص                           | سلطان الداودي (KSA)                                                           | 58.63 متر     | Ahmed Mohamed Dheeb (QAT)                                                                                     | 57.76 متر  | ياسر إبراهيم فرج ‏ (EGY)                                                                               | 57.74 متر |
| رمي المطرقة                         | Mohsen El Anany (EGY)                                                         | 74.22 متر GR  | Ali Al-Zinkawi (KUW)                                                                                          | 74.02 متر  | حسن محمد عبد جواد (EGY)                                                                               | 68.68 متر |
| رمي الرمح                           | Mohamed Ali Kebabou (TUN)                                                     | 71.41 متر     | إيهاب عبد الرحمن السيد (EGY)                                                                                  | 71.15 متر  | محمد إبراهيم آل خليفة (QAT)                                                                           | 69.67 متر |
| عشاري                               | أحمد حسن موسى (QAT)                                                           | 7383 نقطة     | عبدالله محمد سعد حامد (EGY)                                                                                   | 7180 نقطة  | Mohamed Ridha Al-Matroud (KSA)                                                                        | 6995 نقطة |

### السيدات
| الحدث                                 | الذهبية                                                                       | الذهبية     | الفضية                                                                    | الفضية    | البرونزية                                                                            | البرونزية   |
| ------------------------------------- | ----------------------------------------------------------------------------- | ----------- | ------------------------------------------------------------------------- | --------- | ------------------------------------------------------------------------------------ | ----------- |
| 100 متر                               | غريتا تسلاكيان (LIB)                                                          | 12.07       | دانا عبد الرزاق (IRQ)                                                     | 12.20     | Faten Abdunnari Mahdi (BHR)                                                          | 12.28       |
| 200 متر                               | غريتا تسلاكيان (LIB)                                                          | 23.56 NR/GR | نوال الجاك (SUD)                                                          | 24.25     | Faten Abdunnari Mahdi (BHR)                                                          | 24.73       |
| 400 متر                               | نوال الجاك (SUD)                                                              | 54.15       | Hanane Skhyi (MAR)                                                        | 55.36     | Fayza Omer Jomaa (SUD)                                                               | 56.90       |
| 800 متر                               | أمينة بخيت (SUD)                                                              | 2:07.95     | مينة آيت حمو (MAR)                                                        | 2:08.85   | حليمة حشلاف (MAR)                                                                    | 2:09.50     |
| 1500 متر                              | سلطانة آيت حمو (MAR)                                                          | 4:23.54     | أمينة بخيت (SUD)                                                          | 4:24.74   | سارا يوسف يعقوب (BHR)                                                                | 4:24.94     |
| 5000 متر                              | Safa Issaoui (TUN)                                                            | 19:13.96    | سارا يوسف يعقوب (BHR)                                                     | 19:14.50  | حنان أوحدو (MAR)                                                                     | 19:14.96    |
| 10,000 متر                            | ناديا إيجافيني (BHR)                                                          | 32:29.53 GR | Maria Laghrissi (MAR)                                                     | 34:39.80  | Mashaer Ali Abdelradi (SUD)                                                          | 37:44.72    |
| 100 متر حواجز                         | لمياء الهبز (MAR)                                                             | 14.21       | Salma Emam Abou El-Hassan (EGY)                                           | 14.38 NR  | فدوى البوظة (SYR)                                                                    | 14.53       |
| 400 متر حواجز                         | منى جابر آدم (SUD)                                                            | 56.07       | Hanane Skhyi (MAR)                                                        | 57.31     | Houria Moussa (ALG)                                                                  | 58.17       |
| 3000 متر حواجز خيول                   | حنان أوحدو (MAR)                                                              | 10:30.33    | Durka Mana (SUD)                                                          | 10:49.34  | براء عوض الله مروان (JOR)                                                            | 12:02.18    |
| 4 × 100 متر تتابع                     | المغرب (MAR) · Fadoua Adili · لمياء الهبز · Hanane Skhyi · Fatima Zahra Dkouk | 47.42       | السودان (SUD) · أمينة بخيت · Gubara Asmal · نوال الجاك · منى جابر آدم     | 47.43 NR  | العراق (IRQ) · دانا عبد الرزاق · رشا سرير ياسين · علاء حكمت · Khazaal Al-Sudani Inam | 48.20       |
| 4 × 400 متر تتابع                     | السودان (SUD) · Fayza Omer Jomaa · نوال الجاك · منى جابر آدم · أمينة بخيت     | 3:38.56     | المغرب (MAR) · لمياء الهبز · مينة آيت حمو · سلطانة آيت حمو · Hanane Skhyi | 3:44.85   | العراق (IRQ) · دانا عبد الرزاق · رشا سرير ياسين · علاء حكمت · Khazaal Al-Sudani Inam | 3:54.96     |
| نصف ماراثون                           | كريمة صالح جاسم (BHR)                                                         | 1:15:15     | كنزة دحمان (ALG)                                                          | 1:15:37   | Ouafae Frikech (MAR)                                                                 | 1:18:57     |
| 10,000 متر مشي مسار                   | شيما سامي (TUN)                                                               | 53:52.0     | نجوى إبراهيم صالح علي (EGY)                                               | 55:14.6   | Ghania Amzal (ALG)                                                                   | 56:51.3     |
| قفز عالي                              | كريمة بن أوثمان (TUN)                                                         | 1.77 متر    | جميلة الداما (SUD)                                                        | 1.77 متر  | Rim Hussin Abdallah (EGY)                                                            | 1.68 متر    |
| قفز بالزانة                           | ليلى بنت يوسف (TUN)                                                           | 3.80 متر    | نسرين دينار (MAR)                                                         | 3.80 متر  | نسرين أحمد حسان إمام (EGY)                                                           | 3.70 متر NR |
| القفز الطويل (لا توجد معلومات للرياح) | Fatima Zahra Dkouk (MAR)                                                      | 6.16 متر    | جميلة الداما (SUD)                                                        | 6.05 متر  | Inas Gharib (EGY)                                                                    | 5.93 متر    |
| قفز ثلاثي                             | فدوى البوظة (SYR)                                                             | 12.61 متر   | Fatima Zahra Dkouk (MAR)                                                  | 12.60 متر | كاميليا سحنون (ALG)                                                                  | 12.57 متر   |
| رمي الكرة الحديدية                    | وفاء إسماعيل البغدادي (EGY)                                                   | 15.29 متر   | Wala Mohamed Atia (EGY)                                                   | 14.60 متر | عامل بن خالد (TUN)                                                                   | 14.02 متر   |
| رمي القرص                             | منية كاري (TUN)                                                               | 52.79 متر   | Heba Abou Meselhi Zachary (EGY)                                           | 49.73 متر | سارا سيد حسيب (EGY)                                                                  | 45.26 متر   |
| رمي المطرقة                           | مروة حسين (EGY)                                                               | 62.83 متر   | منى داني (MAR)                                                            | 57.36 متر | Imane Mohamed Abdelhakim (EGY)                                                       | 55.40 متر   |
| رمي الرمح                             | Hana'a Ramadhan Omar (EGY)                                                    | 48.28 متر   | Safa Mohamed Mekkawi (EGY)                                                | 45.91 متر | Sabiha Mzoughi (TUN)                                                                 | 41.43 متر   |
| سباعي                                 | منى جابر آدم (SUD)                                                            | 4594 نقطة   | Chima Fethi Tehemar (EGY)                                                 | 4232 نقطة | Katia Amokrane (ALG)                                                                 | 3637 نقطة   |

## جدول الميداليات

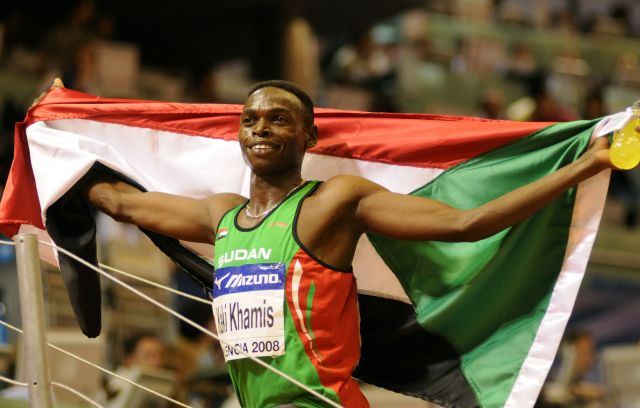
كان أداء أبو بكر كاكي البالغ من العمر 18 عامًا هو الأداء الذهبي في الألعاب

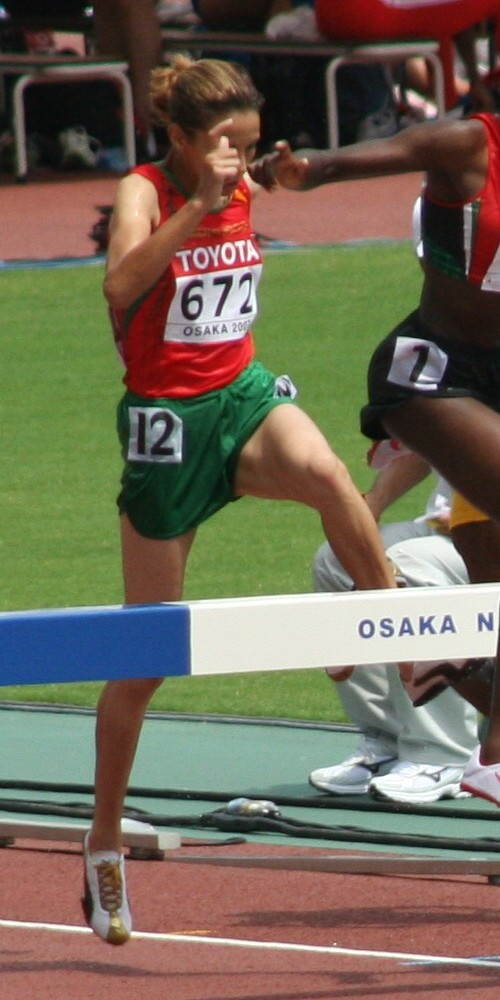
حنان الوحدو ذهبية معلقة و 5000 م البرونزية ساعدت المغرب على الصدارة

*   البلد المضيف ( مصر)
| المرتبة | فريق                     | ذهبية | فضية | برونزية | المجموع |
| ------- | ------------------------ | ----- | ---- | ------- | ------- |
| 1       | المغرب                   | 10    | 9    | 4       | 23      |
| 2       | السودان                  | 8     | 7    | 3       | 18      |
| 3       | تونس                     | 7     | 1    | 4       | 12      |
| 4       | مصر*                     | 6     | 8    | 9       | 23      |
| 5       | السعودية                 | 4     | 8    | 4       | 16      |
| 6       | البحرين                  | 3     | 1    | 6       | 10      |
| 7       | قطر                      | 2     | 6    | 3       | 11      |
| 8       | الجزائر                  | 2     | 1    | 7       | 10      |
| 9       | لبنان                    | 2     | 0    | 0       | 2       |
| 10      | الكويت                   | 1     | 1    | 0       | 2       |
| 11      | سوريا                    | 1     | 0    | 2       | 3       |
| 12      | الأردن                   | 0     | 1    | 2       | 3       |
| 12      | العراق                   | 0     | 1    | 2       | 3       |
| 14      | ليبيا                    | 0     | 1    | 0       | 1       |
| 14      | عمان                     | 0     | 1    | 0       | 1       |
| 16      | الإمارات العربية المتحدة | 0     | 0    | 1       | 1       |
| المجموع | المجموع                  | 46    | 46   | 47      | 139     |

## الدول المشاركة
| - الجزائر (17) - البحرين (12) - جزر القمر (1) - جيبوتي (2) - مصر (31) | - العراق (6) - الأردن (10) - الكويت (13) - لبنان (6) - ليبيا (7) | - موريتانيا (3) - المغرب (36) - عُمان (10) - قطر (27) - السعودية (29) | - السودان (21) - سوريا (5) - تونس (18) - الإمارات العربية المتحدة (11) - اليمن (3) |

## روابط خارجية
- الموقع الرسمي (مؤرشفة)